# Containerlogistik
Unter Containerlogistik werden alle Prozesse des Managements von Containern betrachtet. Dies umfasst neben dem Containertransport auch Lagerprozesse in Containern, die weltweite Verfolgung der Container mittels deren eindeutiger Kennzeichnung, die Bereitstellung leerer Behälter, deren Wartung, Inspektion und Reparatur.

„Die enormen Investitionen in die Containerisierung haben sich gelohnt. Noch setzt sich das Wachstum des Containerverkehrs fort. Vielleicht nicht mehr ungebremst, aber doch so lange, bis die Verlagerung der konventionellen Verkehre in den Container im Rahmen deren Volumen- und Gewichtsgrenzen abgeschlossen ist.“

ISO-Container sind ein standardisierter Teil der globalen Supply Chains. Damit diese reibungslos funktioniert muss genau der richtige Container in genügender Anzahl in der richtigen Qualität rechtzeitig verfügbar sein. Das ist die klassische logistische Aufgabe.

## Kennzeichnung
Aufgrund der weltweiten Containertransporte ist eine eindeutige Kennzeichnung notwendig, um jeden Container an allen Gefahrenübergängen zu identifizieren.

Ein Beispiel von Hapag-Lloyd AG

1. Eigentümerschlüssel: drei Großbuchstaben von A bis Z, die vom Internationalen Containerbüro BIC (Bureau International des Containers et du Transport Intermodal) in 14, Rue Jean Rey, 75015 Paris vergeben wird.
2. Kategorieziffer:  (Produktgruppenschlüssel) vierte Stelle der Containernummer die Buchstaben  U (Standardcontainer) oder J (abnehmbare Container für Spezialfrachtgüter) oder Z (Trailer und Chassis).
Die International Union for Road-Rail Combined Transport (Brüssel) vergibt die Kategorien A, B, C, D und K.  
3. Seriennummer: sechs Ziffern, die der Eigentümer des Containers festgelegt.
4. Prüfziffer: eine Zahl, die aus Betreibercode, Kategorieziffer und Seriennummer berechnet wird. Die ISO-6346 definiert den Algorithmus. Damit ist die Überprüfung der Gültigkeit eines Containercodes möglich.

## Service
Mit speziellen Waschmaschinen, die einer Autowaschanlage gleichen, können Container innerhalb von wenigen Minuten außen gereinigt werden. Stahlteile, die nicht verzinkt sind, müssen durch einen Anstrich gegen Korrosion geschützt sein.
Hohe Überlastungen führen meist nur zu einer elastischen Verformung. 
Wenn aber durch übergroße örtliche Krafteinwirkung eine Stelle eingebeult wurde, kann man sie ausbeulen. 
Reißt sie ein, kann man sie nach Herausschneiden des beschädigten Stückes und Einschweißen einer neuen Fläche aus Stahlblech reparieren.